# Faile Bashere

De vlag van Huis Bashere

Faile Bashere is een hoofdpersonage uit de fantasy-boekencyclus Het Rad des Tijds, geschreven door Robert Jordan. Failes lot wordt verbonden met dat van de Ta’veren Perijn Aybara, die zij huwt. De serie gaat over Perijns beste vriend Rhand Altor, de Herrezen Draak, die geacht wordt de Duistere zelf te bevechten tijdens Tarmon Gai’don, de laatste slag.
Faile Bashere, ofwel Zarine (‘schoonheid’ in de oude taal) ‘Faile’ ni Bashere t’Aybara, werd geboren rond 978 NE als enige dochter van Deira en Davram Bashere. Haar vader is Heer van Bashere, Tair en Sidona, Wachter aan de Verwordingsgrens, Verdediger van het Hartland, krijgsmaarschalk en oom van koningin Tenobia van Saldea. Ze heeft twee oudere broers, die beiden gesneuveld zijn, en twee jongere broers. De eigenzinnige Zarine verlaat zonder toestemming van haar ouders haar ouderlijk huis om een ‘Jager van de Hoorn’ te worden. In Illian zweert zij de eeuwenoude eed, waarna zij naar de Mistbergen trekt. In Remen ontmoet zij de Ta’veren Perijn Aybara, die zij later huwt. De vrij lange Faile heeft zwart haar tot aan haar schouders, een neus die net niet te lang of te groot was, een gulle mond, hoge jukbenen, en donkere, ietwat schuinstaande ogen. Ze heeft een hoge stem, is erg koppig en is zeer jaloers aangelegd.

## Samenvatting van Failes avonturen
De Herrezen Draak: Als Faile Perijn Aybara in Remen ontmoet noemt zij zichzelf Mandarb (‘kling’ in de oude taal), maar aangezien dit weinig indruk maakt op de Ta’veren omdat Lan Mandrogorans paard dezelfde naam heeft, kondigt ze aan dat ze Faile (‘valk’ in de oude taal) genoemd wil worden. Dit blijkt Perijn behoorlijk uit zijn evenwicht te brengen, omdat Min Fershaw hem voorspeld heeft dat er een valk en een havik op zijn schouders zouden landen. Faile blijkt inderdaad zijn valk te zijn. Ze reist met Moraine Sedais gezelschap mee naar Illian, waar ze worden aangevallen door Grijzels en een troep Duisterhonden. Moiraine ontdekt dat de Verzaker Sammael over Illian heerst en de groep weet maar net te ontkomen. In Tyr loop Faile in een val die de Zwarte Ajah heeft uitgezet voor Moraine en betreedt Perijn Tel’aran’rhiod om haar te bevrijden, waardoor zijn lot definitief met het haar lot verbonden is.
De Komst van de Schaduw: Na de val van de Steen van Tyr reizen Perijn, Faile, de Ogier Loial, de Aiel-Steenhond Gaul en de Aiel-Speer-vrouwen Chaid en Bain via de Saidinwegen naar Tweewater, waar zowel Trolloks als Kinderen van het Licht voor veel overlast zorgen. In Emondsveld hoort Perijn dat zijn familie is gedood door de Witmantels. Faile steunt Perijn en zorgt ervoor dat hij zijn verdriet verwerkt. Met hulp van Verin Sedai en Alanna Sedai, hun zwaardhanden en enkele mannen uit Emondsveld, weet Perijns groep de familie Cauton te bevrijden, waarna ze de Trolloks bestrijden. Hierna keert Perijn terug naar Emondsveld, waar hij als held ontvangen wordt, en waar Faile zijn verwondingen verzorgd. Ten slotte stuurt Perijn Faile weg om hulp te halen in Caemlin. Maar Faile begrijpt dat dit een wanhopige poging is om haar te beschermen en schakelt de hulp van de omliggende dorpen in. Hierdoor wordt een laatste massale aanval van Trolloks op Emondsveld afgeslagen, waarna de twee geliefden trouwen.
Heer van Chaos: Na enige tijd in het rustige Emondsveld gewoond te hebben, beseft Perijn dat Rhand (de Herrezen Draak) hem nodig heeft en reist samen met Faile en vele anderen naar Caemlin. Daar ontmoet Faile haar ouders weer en krijgt zij min of meer goedkeuring voor haar daden. In Cairhien wordt ze geconfronteerd met de bloedmooie Berelain sur Paendrag (Perijns havik), die Perijns aandacht tracht te winnen. Ze reageert zeer jaloers en wantrouwend. Als Rhand gekidnapt wordt, en Perijn een omvangrijk reddingsleger formeert, blijft zij in Cairhien achter, terwijl Berelain, als ‘Eerste van Mayene’ met haar manschappen wel deel uitmaken van het leger.
Een Kroon van Zwaarden: In Cairhien speelt ze een zeer dubieuze rol tijdens de machtsovername van Colavaere. Maar na de terugkeer van de Herrezen Draak beschuldigt ze Colavaere vervolgens van verraad en moord, waarna Rhand Colavaere afzet en vernederd. Gedurende haar verblijf in Cairhien neemt zij een groep jonge edelvrouwen onder haar hoede die zich aan 'ji’e’toh' willen wijden. Zij gebruikt deze ‘Cha Faile’ (‘valkenklauw’ in de oude taal) om voor haar te spioneren. Met Perijn en een zeer gevarieerd gezelschap (waaronder Berelain) reist ze vervolgens naar Geldan om de Profeet (Masema Degar) op te sporen en te stoppen.
Het Pad der Dolken tot en met Mes van Dromen: De in het nauw gebrachte koningin Alliandre zweert daar trouw aan Perijn, waarna Faile samen met Alliandre en enkele anderen gevangen wordt genomen door de Shaido Aiel. Deze staan onder leiding van de Wijze Savana, en maken hun gevangenen Gai’shain (een soort ‘nederige dienaren’) ondanks het feit dat dit volgens de gebruiken van de Aiel eigenlijk niet mogelijk is. Faile geeft de moed niet op en helpt haar medegevangenen, terwijl zij zoeken naar een manier om te ontsnappen. Ondertussen zet Perijn alles op alles om de reddingsactie te laten slagen, en sluit zelfs een alliantie met de Seanchanen. Terwijl Failes eigen ontsnappingspoging door inmenging van Galina Sedai spaak loopt, weet Perijn haar en de anderen te bevrijden.